# Partido Comunista de Irán
El Partido Comunista de Irán (en persa: حزب کمونیست ایران, Hezbe Kommunist-e Irán) es un partido político clandestino iraní, de ideología marxista. Fue fundado en 1983 tras la fusión entre la Unión de Militantes Comunistas, liderada por Mansoor Hekmat y Hamid Taqvaee, y la guerrilla kurda Komala. A pesar de su nombre, jamás tuvo relaciones con la Unión Soviética (a la que no considera un Estado socialista), cuyo referente en Irán era el Partido de las Masas (Tudeh).

## Historia
El Partido Comunista de Irán nació como resultado de la fusión de dos organizaciones marxistas opuestas a colaborar con el movimiento islamista liderado por Ruhollah Jomeini durante la Revolución de 1979, la Unión de Militantes Comunistas y el  Comité de Obreros Revolucionarios del Kurdistán Iraní (Komala), de ideología maoísta. El PCI se constituyó como brazo político, mientras que el ala militar conservó el nombre de Komala y actuó principalmente en el Kurdistán iraní. El programa del partido fue redactado por Mansoor Hekmat.
En 1991 se produjo la escisión del sector obrerista liderado Hekmat y Taqvaee, que organizaron el Partido Comunista-Obrero de Irán. En el año 2000 tuvo lugar una nueva escisión, tras la que se reconstituyó el Komala como organización independiente. Los miembros kurdos del PCI que no secundaron la escisión constituyeron la sección regional del Partido.